# Шарл Леклер
Шарл Леклер (фр. Charles Leclerc; Монако, 16. октобар 1997) је монегашки возач Формуле 1 који тренутно вози за Скудерију Ферари.
У сезони 2017 освојио је титулу шампиона Формуле 2, возећи за тим Према рејсинг.

## Каријера у Формули 1

### Тест возач
2016. године Леклер се придружио Академији возача Ферари и деловао је као развојни возач за Хас Ф1 тим и Скудерјиа Ферари. У оквиру своје улоге развојног возача, Леклер је учествовао на првом тренингу у Великој Британији и Немачкој у вожњи за Хас. Веровало се да ће Леклер, ако освоји шампионат серије ГП3, пратити Данил Квјата и Валтерија Ботаса директно са ГП3 у Ф1 са Хасом. Међутим, ово је разоткрио директор Хас тима, Гинтер Штајнер који је рекао да ће Леклер напредовати до ФИА шампионата Формуле 2.
Године 2017. учествовао је на тесту у Хунгароринга у сред сезоне након Велике награде Мађарске, возећи Ферари СФ70Х. Био је најбржи првог дана теста, возећи 98 кругова у том процесу и није учествовао у тесту другог дана. Кими Рејкенен је такође похвалио Леклер рекавши: "Није лако проћи добро у аутомобилу различитом од онога што иначе возите. Али Леклер је показао велики напредак и сигурно ће у будућности радити велике ствари.

### Заубер (2018)
За Светско првенство у Формули 1 2018. Леклер је потписао за Заубер Ф1 тим као возач, заменивши Паскала Верлаина и заједно са Маркусом Ериксоном. Ово је означило прво појављивање возача Моначанина у Формули 1 од Оливиера Берета 1994. На Великој награди Азербејџана, на шестом месту, постао је други возач Моначанког порекла који је освојио бодове у Формули 1 после Луиса Ћирона, који је завршио трећи на Великој награди Монака 1950. На својој првој домаћој трци у Формули 1, Леклер је у последњим круговима претрпео отказ кочнице, сударио се у задњу страну Брендона Хартлија и приморао оба аутомобила да одустану. Три узастопна бода су уследила пре пет трка без бодова. Ово тркање је укључивало три одустајања; лабав точак у Британији, оштећења вешања након судара са Серхијом Перезом у Мађарској и несрећа са више аутомобила у Белгији коју је изазвао Нико Хилкенберг, што је довело до тога да је Фернандо Алонсо лансиран преко Леклеровог аутомобила.
Више бодова постигло је девето место у Сингапуру и седмо у Русији, пре одустајања због механичких кварова у Јапану и оштећења услед судара са Роменом Грожаном у Сједињеним Државама. Сезону је завршио са три узастопна освојена седма места у последње три трке. Леклер је седамнаест пута био боље квалификовани возач од Ериксон из двадесет и једне трке и завршио на 13. месту у првенству са 39 бодова.

### Ферари (2019–тренутно)
Скудерија Ферари је потписао Леклера за 2019 сезону, замењујући 2007. светског шампиона Кими Раиконена, који је заузео његово место у Заубер (сада Алфа Ромео). Иако је у почетку био најављен само за 2019. годину, неколико дана касније, тадашњи директор Фераријевог тима Мауризио Аривабене је наговестио да ће Леклеров уговор трајати четири сезоне и да ће трајати "барем до 2022." Леклер је свој први тестни дан направио као званични возач Ферарија у новембру 2018. године на завршном тесту сезоне.

## Потпуни попис резултата у Формули 1
| Година | Тим    | Шасија        | Мотор                    | 1       | 2       | 3       | 4      | 5       | 6       | 7       | 8       | 9      | 10      | 11      | 12      | 13     | 14     | 15      | 16      | 17      | 18      | 19      | 20       | 21     | 22      | Поени | Вш  |
| ------ | ------ | ------------- | ------------------------ | ------- | ------- | ------- | ------ | ------- | ------- | ------- | ------- | ------ | ------- | ------- | ------- | ------ | ------ | ------- | ------- | ------- | ------- | ------- | -------- | ------ | ------- | ----- | --- |
| 2016   | Хас Ф1 | Haas VF-16    | Ferrari 059/5 1.6 V6 t   | АУС     | БАХ     | КИН     | РУС    | ШПА     | МОН     | КАН     | ЕВР     | АУТ    | ВБР ТВП | МАЂ ТВП | НЕМ ТВП | БЕЛ    | ИТА    | СИН     | МАЛ     | ЈАП     | САД     | МЕК     | БРА ТВП  | АБУ    |         |       |     |
| 2017   | Заубер | Sauber C36    | Ferrari 059/5 1.6 V6 t   | АУС     | КИН     | БАХ     | РУС    | ШПА     | МОН     | КАН     | АЗЕ     | АУТ    | ВБР     | МАЂ     | БЕЛ     | ИТА    | СИН    | МАЛ ТВП | ЈАП     | САД ТВП | МЕК ТВП | БРА ТВП | АБУ      |        |         |       |     |
| 2018   | Заубер | Sauber C37    | Ferrari 062 EVO 1.6 V6 t | АУС 13. | БАХ 12. | КИН 19. | АЗЕ 6. | ШПА 10. | МОН Оду | КАН 10. | ФРА 10. | АУТ 9. | ВБР Оду | НЕМ     | МАЂ     | БЕЛ    | ИТА    | СИН     | РУС     | ЈАП     | САД     | МЕК     | БРА      | АБУ    |         | 39    | 13. |
| 2019   | Ферари | Ферари SF90   | Ферари 064 1.6 V6 t      | АУС 5.  | БАХ 3.  | КИН 5.  | АЗЕ 5. | ШПА 5.  | МОН Оду | КАН 3.  | ФРА 3.  | АУТ 2. | ВБР 3.  | НЕМ Оду | МАЂ 4.  | БЕЛ 1. | ИТА 1. | СИН 2.  | РУС 3.  | ЈАП 6.  | МЕК 4.  | САД 4.  | БРА 18.† | АБУ 3. |         | 264   | 4.  |
| 2020   | Ферари | Ферари SF1000 | Ферари 065 1.6 V6 t      | АУТ 2.  | ШТА Оду | МАЂ 11. | ВБР 3. | 70Г 4.  | ШПА Оду | БЕЛ 14. | ИТА Оду | ТОС 8. | РУС 6.  | АЈФ 7.  | ПОР 4.  | ЕМИ 5. | ТУР 4. | БАХ 10. | САК Оду | АБУ 13. |         |         |          |        |         | 98    | 8.  |
| 2021   | Ферари | Ферари SF21   | Ферари 065/6 1.6 V6 t    | БАХ 6.  | ЕМИ 4.  | ПОР 6.  | ШПА 4. | МОН НК  | АЗЕ 4.  | ФРА 16. | ШТА 7.  | АУТ 8. | ВБР 2.  | МАЂ Оду | БЕЛ 8.  | ХОЛ 5. | ИТА 4. | РУС 15. | ТУР 4.  | САД 4.  | МЕК 5.  | БРА 5.  | КАТ 8.   | САУ 7. | АБУ 10. | 159   | 7.  |
| 2022   | Ферари | Ферари F1-75  | Ферари 066/7 1.6 V6 t    | БАХ 1.  | САУ 2.  | АУС 1.  | ЕМИ 6. | МАЈ 2.  | ШПА Оду | МОН 4.  | АЗЕ Оду | КАН 5. | ВБР 4.  | АУТ 1.  | ФРА Оду | МАЂ 6. | БЕЛ 6. | ХОЛ 3.  | ИТА 2.  | СИН 2.  | ЈАП     | САД     | МЕК      | БРА    | АБУ     | 237*  | 2.* |

* Сезона у току.